# Eugénie D'Hannetaire
Pour les articles homonymes, voir Servandoni, D'Hannetaire et Angélique D'Hannetaire.
Marie Louise Philippine Eugénie Servandoni, dite Eugénie D'Hannetaire, est une actrice française née à Bruxelles le 6 janvier 1746 et morte à Paris le 22 février 1816. Fille du comédien et directeur de théâtre D'Hannetaire et de la comédienne Marguerite Huet, « Mlle Eugénie » débute au Théâtre de la Monnaie à l'âge de huit ans, dans les rôles d'enfants, puis à quinze ans comme danseuse.
Elle quitte Bruxelles en 1773 et épouse à Lyon le comédien Larive, dont elle divorcera vingt ans plus tard.
Le prince Charles-Joseph de Ligne lui vouera une admiration sans borne et il lui dédiera ses Lettres à Eugénie sur les spectacles (1774).